# 新界區專線小巴89線
新界區專線小巴89線是香港一條由李惠珍運輸（前稱葵盛專線小巴）營運的小巴線，行走大窩口石頭街及荃灣（河背街）之間。

89線其後亦設有以下分支，包括下列：
1. 新界區專線小巴89A線，行走葵興站及荃灣（河背街）之間。[2]
2. 新界區專線小巴89B線，行走荃灣（海貴路）及葵盛（葵孝街）之間。[3]
3. 新界區專線小巴89P線，循環往返大窩口石頭街及葵芳，途經葵涌邨及葵興邨。[4]
4. 新界區專線小巴98線，來往葵盛（葵孝街）及荃灣（河背街），特快不經大窩口。

當中，89和89P線實施直通運行，循環由荃灣河背街經石頭街往返葵芳。當行走89線的小巴由荃灣開出駛至石頭街後，會立即改跑89P線前往葵芳，而89P小巴由葵芳返抵石頭街後，亦會馬上改行89線往荃灣；兩線乘客如欲前往另一路線的目的地，在石頭街毋須下車可免費原車前往。

## 簡介及歷史
本系列路線為市民提供來往荃灣和大窩口、葵興、葵芳及葵盛的專線小巴服務，89線是1979年6月8日運輸署公開招標16組共33條專綫小巴新路線，翌年2月24日投入服務。
1983年5月，98線投入服務。
2001年，89B線投入服務，以取代非法營辦的荃灣（灣景廣場）百佳超級廣場免費穿梭巴士。當時設有推廣活動，於灣景廣場百佳購物滿$50即可免費換領一張此路線之車票，當時小巴車頭放有藍色的「灣景百佳超級廣場」路線牌，以方便識別。是項推廣至2004年才停止。
2006年4月1日，大窩口來往葵芳的短途班次獲獨立編號為89P。
2011年2月6日，調整票價，全程收費由$3.4加至$3.7。
2012年8月1日，89系列路線進行重組：
- 89線縮短至石頭街，而不再前往葵盛（葵孝街）。當89線小巴到達石頭街後，便會改跑89P線前往葵芳；相反，當89P線到達石頭街後，便會改跑89線繼續前往荃灣（河背街）。
- 89B線來回程不再經高盛臺，高盛臺來往荃灣的服務由89S線的轉乘優惠取代，並加密班次及取消循環運作。

2013年9月1日，98線增設短程服務，於每日早上循環來往荃灣（河背街）及高盛臺。
2019年12月8日，89B線總站由荃灣（河背街）遷至荃灣（海貴路）。
2022年3月26日，由於香港的第5波新型冠狀病毒病疫情持續，導致乘客量減少，89A線暫停服務。

## 服務時間、班次及收費
各路線的服務時間及班次見其上方的資訊框。
89、89A、89B、89P四線之全程收費皆為$5.2，其中89線無分段收費，89A和89P線則同時設有石頭街往返葵興站收取$4.9的雙向分段收費，89B線則分別有兩段收取$4.9的雙向分段收費（葵興站往返葵盛（葵孝街）、大窩口道）和一段收取$1.1的單向分段收費（葵孝街（葵盛邨盛國樓）往葵盛（葵孝街），只收現金）。

## 行車路線
89線
- 大窩口（石頭街）開途經：石頭街、大窩口道、德士古道、沙咀道、鹹田街及河背街
- 荃灣（河背街）開途經：河背街、眾安街、楊屋道、德士古道、大窩口道及石頭街

89A線
- 葵興站開途經：葵興路、興芳路、大窩口道、石頭街、大窩口道、德士古道、沙咀道、鹹田街及河背街
- 荃灣（河背街）途經：河背街、眾安街、楊屋道、德士古道、大窩口道、石頭街、大窩口道、上角街、大窩口道及興芳路

89B線
- 往荃灣（海貴路）途經：葵孝街、葵盛圍（上段）、葵聯路、葵盛圍（下段）、大窩口道、興芳路、葵興站巴士總站、葵興路、禾塘咀街、大窩口道、上角街、大窩口道、石頭街、大窩口道、德士古道、沙咀道、眾安街、楊屋道及大河道
- 往葵盛（葵孝街）途經：大河道、沙咀道、德士古道、大窩口道、石頭街、大窩口道、上角街、大窩口道、禾塘咀街、葵興路、興芳路、葵興站巴士總站、葵興路、興芳路、大窩口道、葵盛圍（下段）、葵聯路、葵盛圍（上段）及葵孝街

89P線
- 途經：石頭街、大窩口道、上角街、大窩口道、禾塘咀街、葵興路、興芳路、葵益道、葵涌道、葵富路、興芳路、葵興站巴士總站、葵興路、禾塘咀街、大窩口道、上角街、大窩口道及石頭街

### 沿線車站
註：下表的「車站名稱」按鄰近地標或街道而定，並非小巴公司官方站名；而括號內的名稱則為乘客們普遍使用的站名。
89（P）
| 1                | 荃灣（河背街）小巴總站 （天佑小學） | 河背街         |
| 楊屋道、德士古道 |                                     |                |
| 2                | 大窩口邨富安樓                      | 大窩口道       |
| 3                | 大窩口邨富華樓                      | 石頭街         |
| 4                | 石頭街小巴總站 （葵蓉苑）           | 石頭街         |
| 5                | 中華基督教會全完第二小學            | 上角街         |
| 6                | 葵涌邨曉葵樓                        | 上角街         |
| 7                | 葵涌街坊福利會                      | 禾塘咀街       |
| 8                | 健康街                              | 禾塘咀街       |
| 9                | 光輝圍 （萬寧）                     | 禾塘咀街       |
| 10               | 葵興路葵興邨                        | 葵興路         |
| 11               | 葵俊苑                              | 葵興路         |
| 12               | 新葵興花園                          | 葵興路         |
| 葵涌道           |                                     |                |
| 13               | 好爵中心                            | 葵富路         |
| 14               | 智芳街                              | 興芳路         |
| 15               | 林士德體育館                        | 興芳路         |
| 16               | 葵興站巴士總站                      | 葵興站巴士總站 |
| 17               | 葵興路葵興邨                        | 葵興路         |
| 18               | 光輝圍 （萬寧）                     | 禾塘咀街       |
| 19               | 健康街                              | 禾塘咀街       |
| 20               | 葵馥苑 （轉彎）                     | 大窩口道       |
| 21               | 葵涌邨綠葵樓 （葵涌商場）           | 上角街         |
| 22               | 葵涌邨芷葵樓 （橋底）               | 上角街         |
| 23               | 中華基督教會全完第二小學            | 上角街         |
| 23               | 大窩口邨富華樓                      | 石頭街         |
| 24               | 石頭街小巴總站 （葵蓉苑）           | 石頭街         |
| 25               | 大窩口邨富安樓                      | 大窩口道       |
| 26               | 荃富街                              | 德士古道       |
| 27               | 尚翠苑                              | 沙咀道         |
| 28               | 寶石大廈                            | 沙咀道         |
| 29               | 荃灣（河背街）小巴總站 （天佑小學） | 河背街         |

89A
| 葵興站開 | 葵興站開                            | 葵興站開       | 荃灣（河背街）開 | 荃灣（河背街）開                    | 荃灣（河背街）開 |
| 序號     | 車站名稱                            | 位置           | 序號             | 車站名稱                            | 位置             |
| -------- | ----------------------------------- | -------------- | ---------------- | ----------------------------------- | ---------------- |
| 1        | 葵興站巴士總站                      | 葵興站巴士總站 | 1                | 荃灣（河背街）小巴總站 （天佑小學） | 河背街           |
| 2        | 葵康苑                              | 大窩口道       | 2                | 大窩口邨富安樓                      | 大窩口道         |
| 3        | 葵涌邨夏葵樓                        | 大窩口道       | 3                | 大窩口邨富華樓                      | 石頭街           |
| 4        | 葵涌邨秋葵樓                        | 大窩口道       | 4                | 石頭街小巴總站 （葵蓉苑）           | 石頭街           |
| 5        | 葵涌邨綠葵樓 （葵涌商場）           | 上角街         | 5                | 中華基督教會全完第二小學            | 上角街           |
| 6        | 葵涌邨芷葵樓 （橋底）               | 上角街         | 6                | 葵涌邨曉葵樓                        | 上角街           |
| 7        | 中華基督教會全完第二小學            | 上角街         | 7                | 葵涌邨秋葵樓                        | 大窩口道         |
| 8        | 大窩口邨富華樓                      | 石頭街         | 8                | 葵涌邨夏葵樓                        | 大窩口道         |
| 9        | 石頭街小巴總站 （葵蓉苑）           | 石頭街         | 9                | 葵康苑                              | 大窩口道         |
| 10       | 大窩口邨富安樓                      | 大窩口道       | 10               | 葵興站巴士總站                      | 葵興站巴士總站   |
| 11       | 荃富街                              | 德士古道       |                  |                                     |                  |
| 12       | 尚翠苑                              | 沙咀道         |                  |                                     |                  |
| 13       | 寶石大廈                            | 沙咀道         |                  |                                     |                  |
| 14       | 荃灣（河背街）小巴總站 （天佑小學） | 河背街         |                  |                                     |                  |